# Rock Against Bush, Vol. 2
Rock Against Bush, Vol. 2 é o segundo volume da coletânea Rock Against Bush da gravadora norte-americana Fat Wreck Chords, lançado em 10 de agosto de 2004.
No álbum, junto ao CD com as 28 canções, foi distribuído um DVD com conteúdo extra.
| Críticas profissionais                                                      | Críticas profissionais |
| Avaliações da crítica                                                       | Avaliações da crítica  |
| Fonte                                                                       | Avaliação              |
| --------------------------------------------------------------------------- | ---------------------- |
| allmusic                                                                    | [ 1 ]                  |
| Esta tabela precisa de ser acompanhada por texto em prosa. Consulte o guia. |                        |

## Faixas
1. "Favorite Son" - Green Day – 2:13
2. "Let Them Eat War" - Bad Religion – 2:58
3. "Unity" - Operation Ivy – 2:14
4. "Necrotism: Decanting the Insalubrious (Cyborg Midnight) Part 7" - The Lawrence Arms – 1:48
5. "We Got the Power" - Dropkick Murphys – 2:45
6. "Drunken Lullabies" - Flogging Molly – 3:49
7. "Doomsday Breach" - Only Crime – 2:15
8. "Gas Chamber" (cover de Angry Samoans) - Foo Fighters – 0:55
9. "Status Pools" - Lagwagon – 2:36
10. "What You Say" - Sugarcult – 2:36
11. "7 Years Down" - Rancid – 2:33
12. "Off With Your Head" - Sleater-Kinney – 2:26
13. "Scream Out" - The Unseen – 2:48
14. "Violins" (cover de Lagwagon) - Yellowcard – 3:33
15. "Like Sprewells on a Wheelchair" - Dillinger Four – 3:41
16. "Chesterfield King" (ao vivo) - Jawbreaker – 4:03
17. "Born Free" (ao vivo) - The Bouncing Souls – 1:45
18. "No Hope" (ao vivo) - Mad Caddies 1:41
19. "Kids Today" - Dwarves – 1:25
20. "Can't Wait to Quit" - Sick of It All – 2:09
21. "Comforting Lie" - No Doubt – 2:52
22. "State of Fear" - Useless ID – 3:12
23. "I'm Thinking" - Autopilot Off – 2:50
24. "My Star" - The (International) Noise Conspiracy – 2:35
25. "Time's Up" - Donots – 3:24
26. "Kill the Night" - Hot Water Music – 2:42
27. "You're Gonna Die" - Thought Riot – 2:36
28. "Fields of Agony" (Acoustic) - No Use for a Name – 2:45

## Conteúdo do DVD

### Vídeos de Conteúdo Político (Political Shorts)
1. Independent Media in a Time of War
2. Honor Betrayed
3. Fixed in Florida
4. Uncovered: The Whole Truth About the Iraq War
5. Unprecedented: The 2000 Presidential Election
6. Unconstitutional

### Videoclipes
1. "We've Had Enough" – Alkaline Trio
2. "Los Angeles Is Burning" – Bad Religion
3. "Drunken Lullabies" – Flogging Molly
4. "Idiot Son of an Asshole" (ao vivo) – NOFX
5. "With Love, The Underground" – Thought Riot

### Humor e Sátiras
1. Bush Straigt Talk - Will Ferrell
2. Greg Proops - Greg Proops
3. Patton Oswalt vs. Bush - Patton Oswalt